# Kim hài
Danh pháp: Paphiopedium villosum (Lindl.) Pfitzer 1895
Đồng danh: Paphiopedium densissimum Liu & Chen 2002; Paphiopedium macranthum Z.J.Liu & S.C.Chen 2002
Tên Việt: Kim hài (PHH), Lan hài vàng (TH).
Mô tả: lá 4-5 chiếc, dò hoa cao 20–30 cm phân hoa 1 chiếc to 12–15 cm, nở vào mùa thu.
Nơi mọc: Chu Pao, Gia Lai, núi Bì Đúp, Lạc Dương

## Hình ảnh

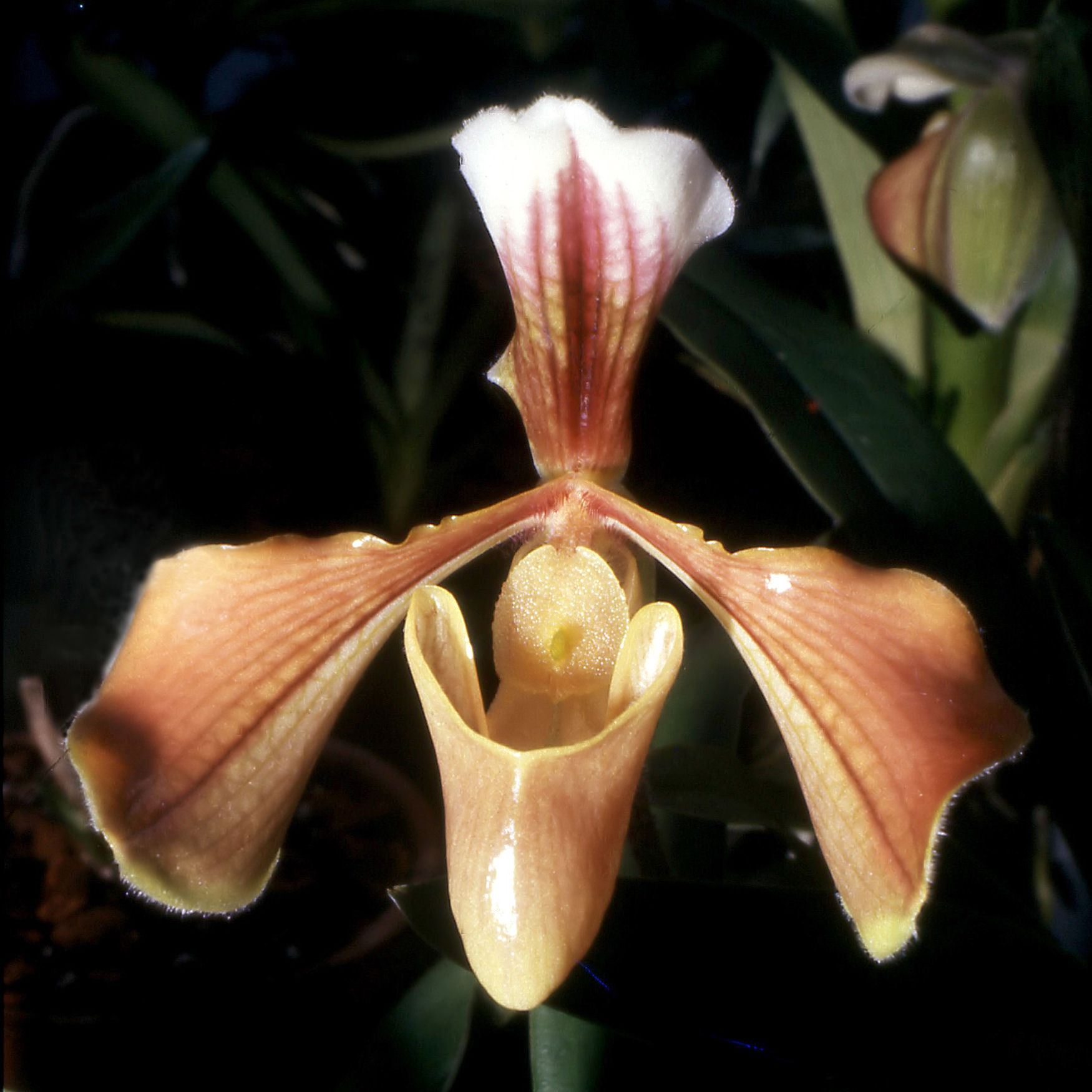
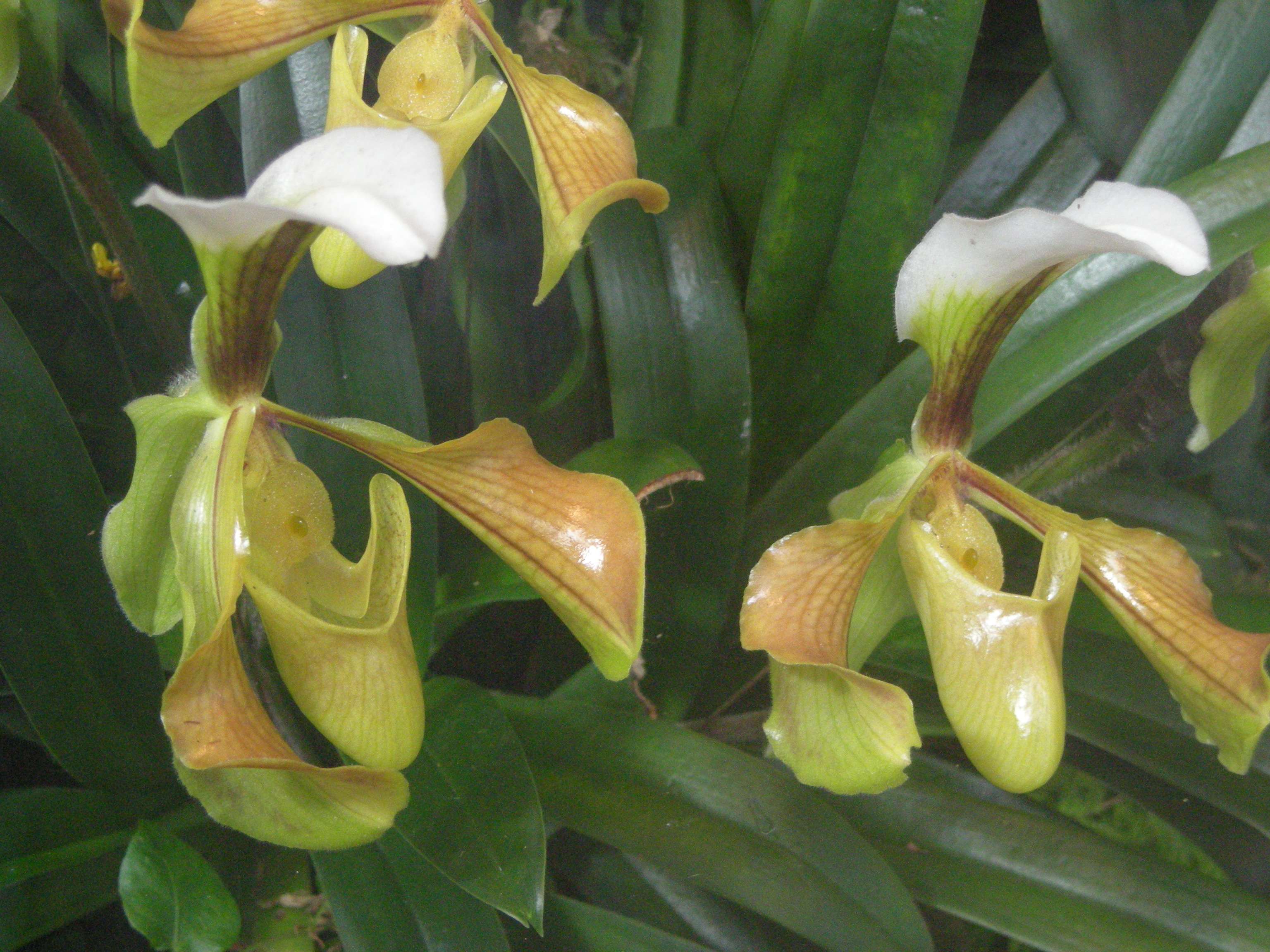
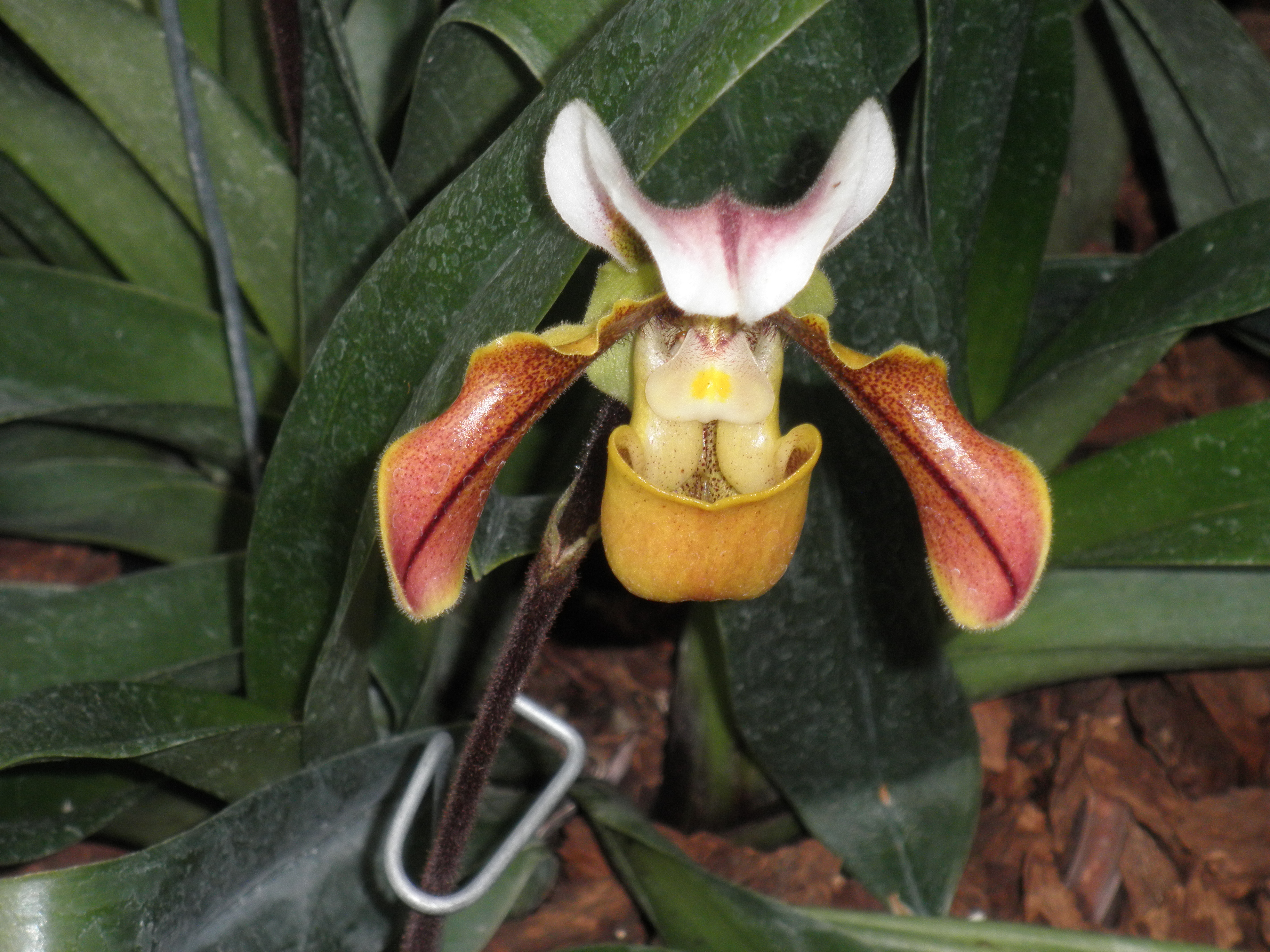
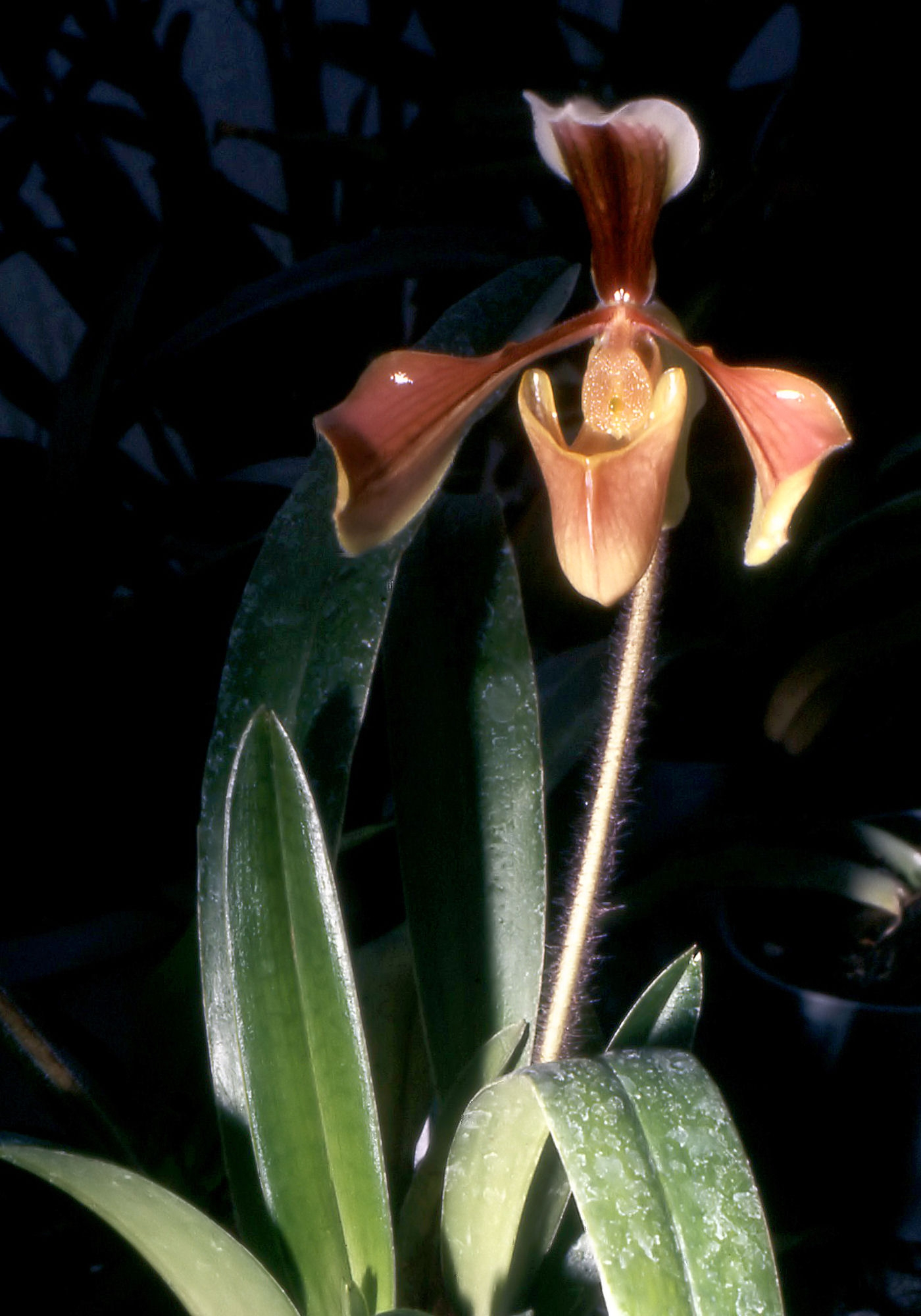